# Castell de Sant Feliu d'Avall
El Castell de Sant Feliu d'Avall era un castell medieval d'estil romànic del segle x situat en el poble de Sant Feliu d'Avall, de la comuna del mateix nom, a la comarca del Rosselló (Catalunya del Nord).
El castell, quasi del tot desaparegut, era a ponent del poble vell de Sant Feliu d'Avall. En queden restes a les cases del carrer del Castell d'aquest poble. Sens dubte té els seus orígens en el segle xii, o abans, malgrat que la primera documentació que se'n té és del 1361.

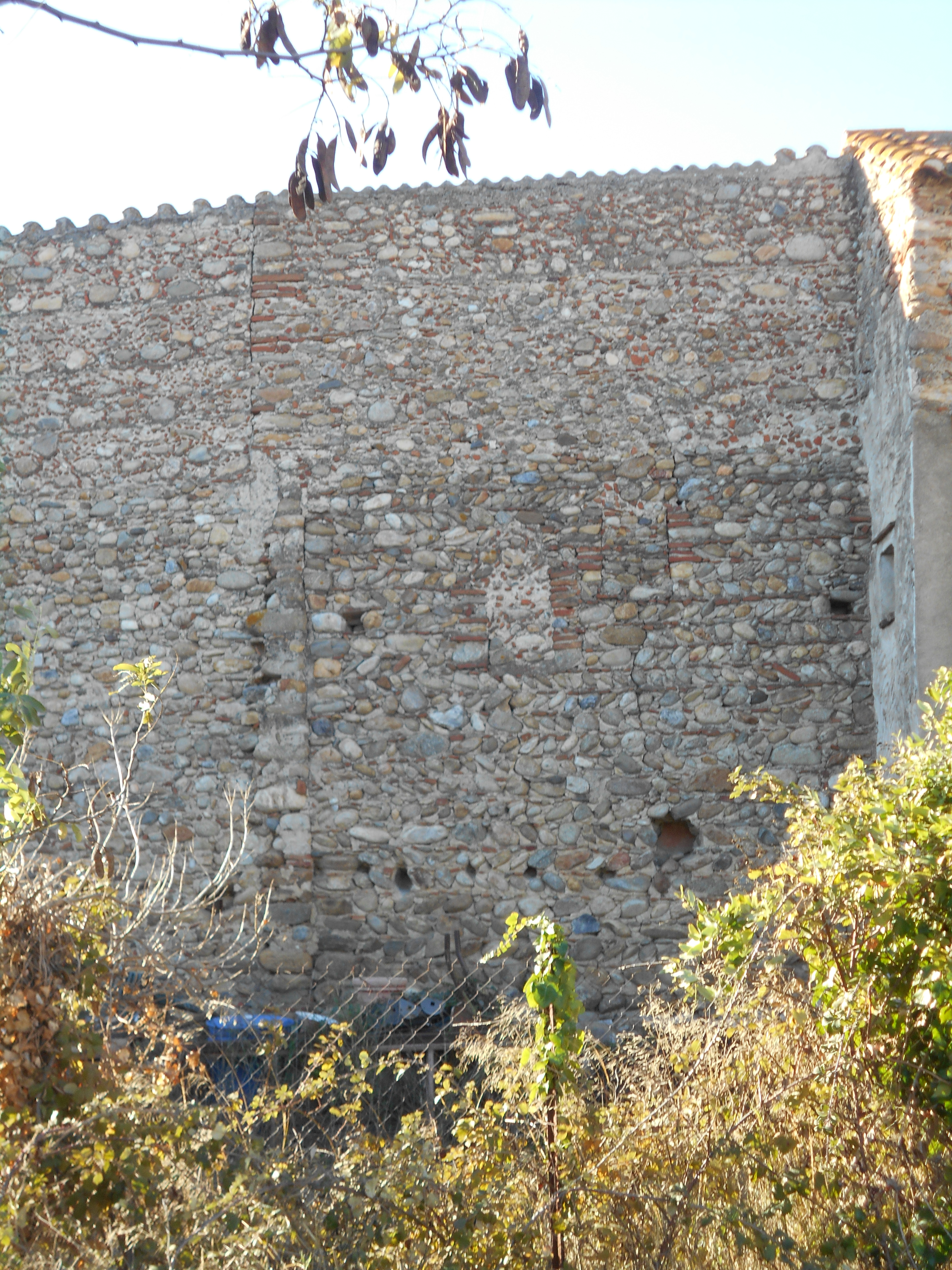
Pany de paret del castell
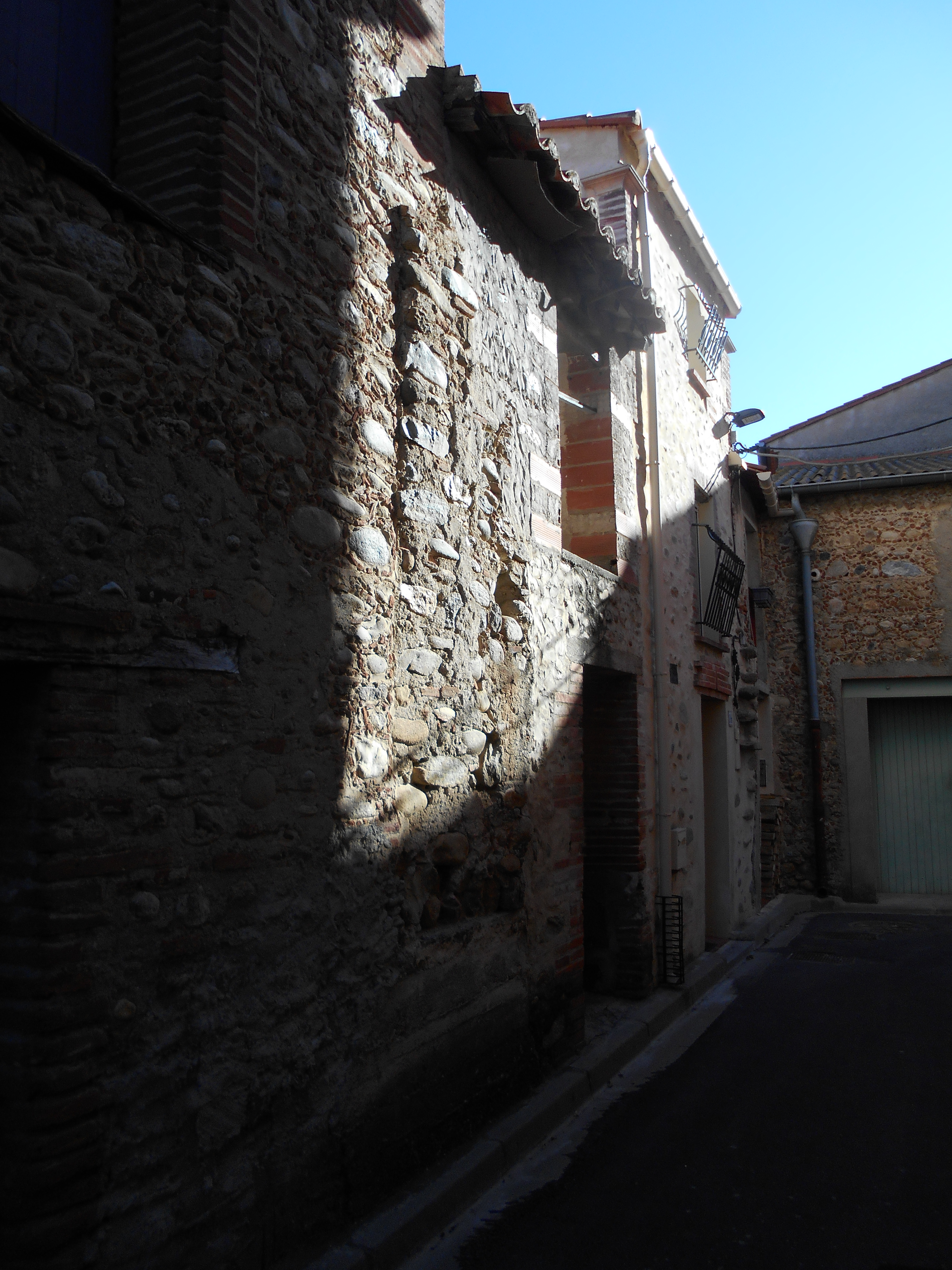
Restes de les parets mestres del castell

## Característiques
Només unes excavacions arqueològiques a la mota existent a ponent del poble, en direcció a Millars, podrien permetre descobrir les restes d'aquest castell. A uns 90 metres a l'oest de la vila fortificada hi ha unes restes de parets amb aparell medieval, que cal atribuir a aquest castell.